# Rüsselloch

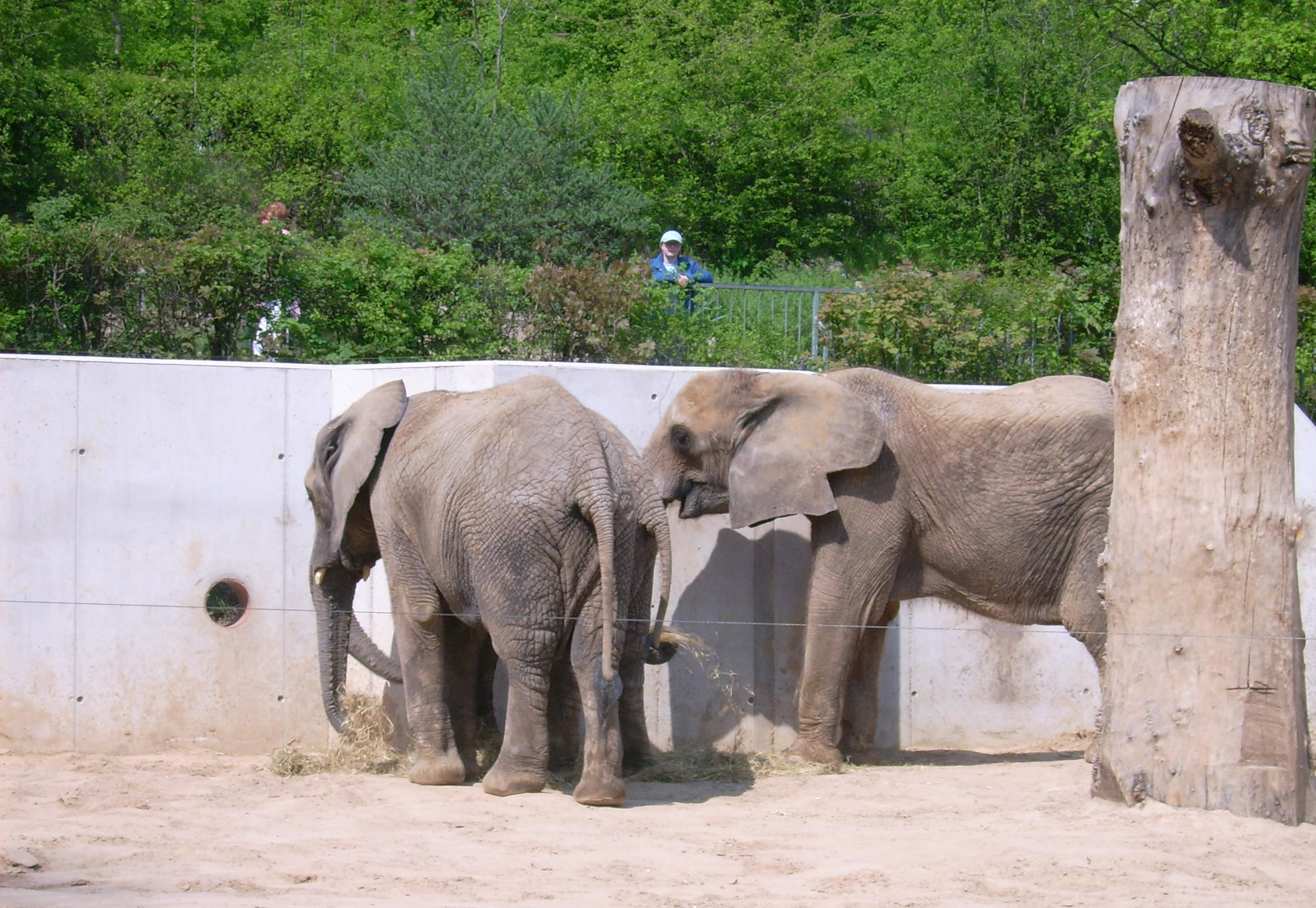
Fütterung von Elefanten mittels Rüssellöchern fördert Fähigkeiten der Tiere.

Als Rüsselloch werden Löcher in Wänden bezeichnet, durch die Elefanten in der Zootierpflege gefüttert werden können. Hierbei sind die Elefanten durch die Wand von ihrem Futter getrennt und müssen die Nahrung umständlich durch das Rüsselloch auf ihre Seite ziehen, um es fressen zu können. Die Tiere können das Futter nicht sehen, müssen es also durch bloßes Tasten erkennen und in eine räumliche Lage bringen, die es ermöglicht, es durch das Rüsselloch zu ziehen.
Diese Aufgabe ist für Elefanten schwierig zu bewältigen, erfordert Übung und fördert die Tastfähigkeit und die Geschicklichkeit mit dem Rüssel. 
Elefanten finden in der Natur ihre Nahrung in vielen verschiedenen Formen und Situationen vor, die in Gefangenschaft nicht simuliert werden können, da es an Gelände, Fraßbäumen usw. fehlt. Die Verwendung von Rüssellöchern vermindert stereotype Verhaltensweisen in der Nahrungsaufnahme, wie sie mit einer immer leicht und auf dieselbe Weise erreichbaren Futterquelle verbunden sind. 
Rüssellöcher sind eine gute Alternative zur Futterkrippe oder zur Handfütterung. Sie können beliebig groß sein. Ihre Herstellung ist aufwendig, denn sie erfordert das Gießen einer stabilen Wand aus Beton, die das Drängen und Drücken der Tiere aushalten kann.